# Den Fynske Landsby

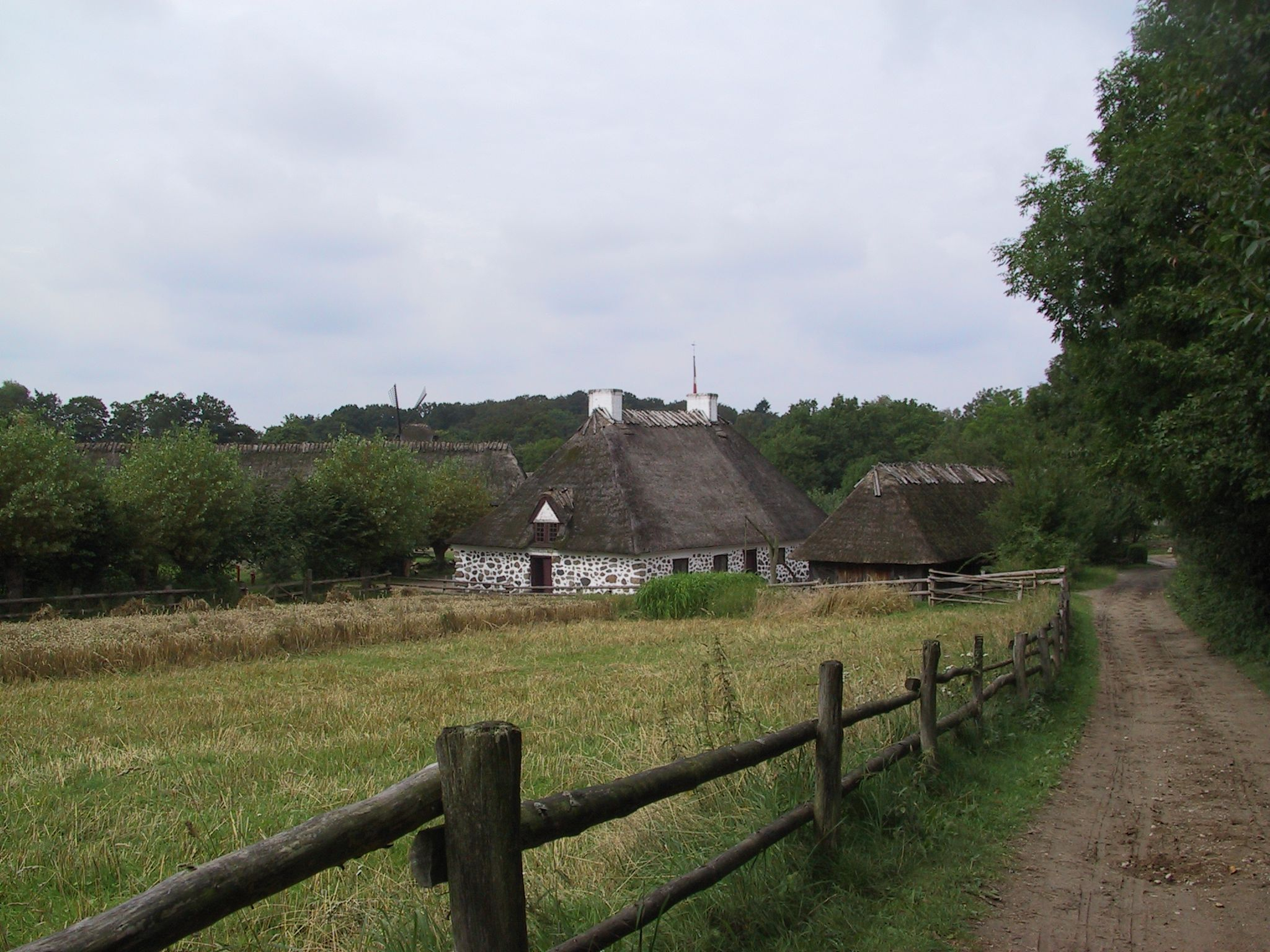
Utsikt i Den Fynske Landsby

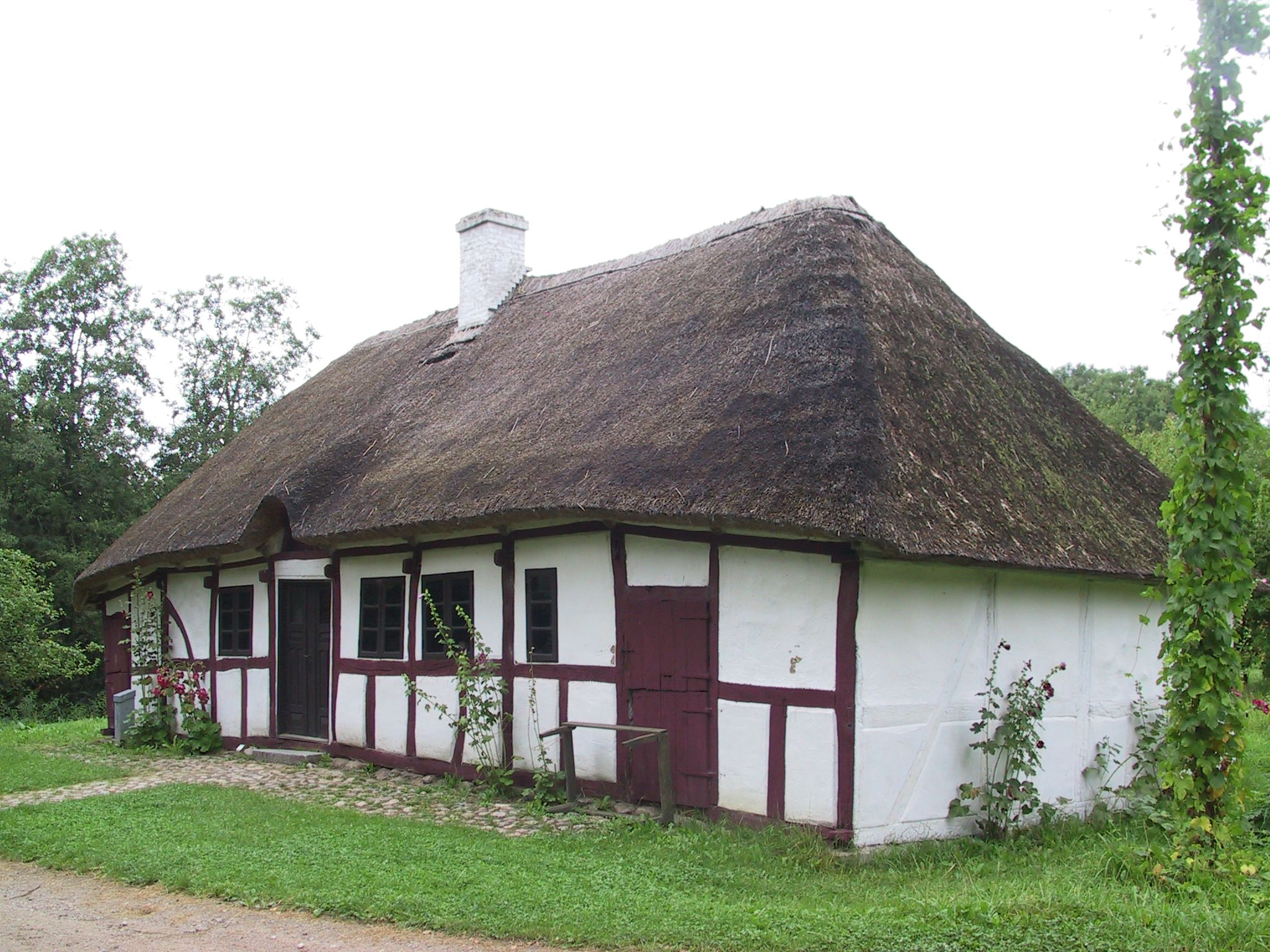
Ett av husen i Den Fynske Landsby

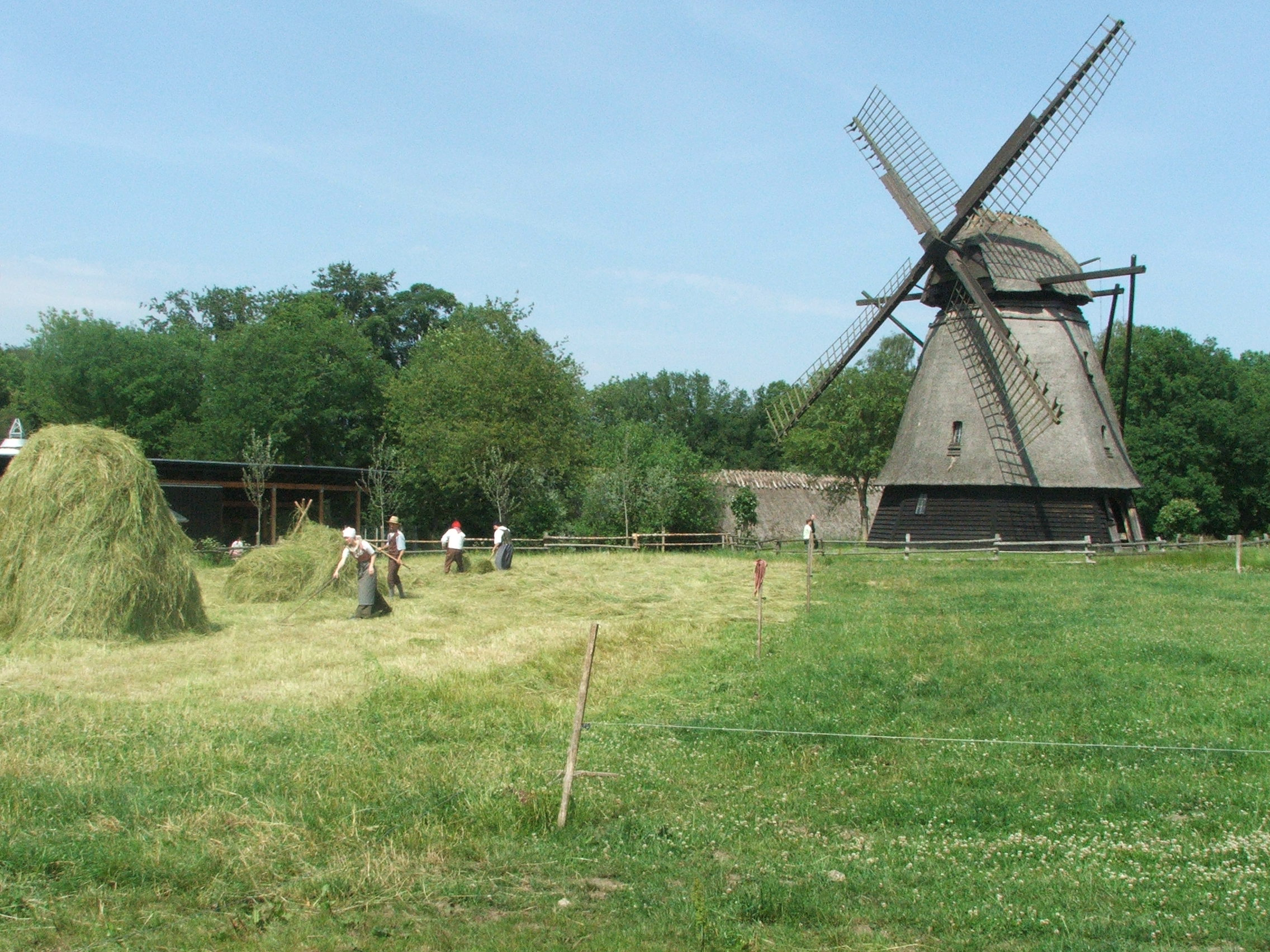
Kvarn i Den Fynske Landsby

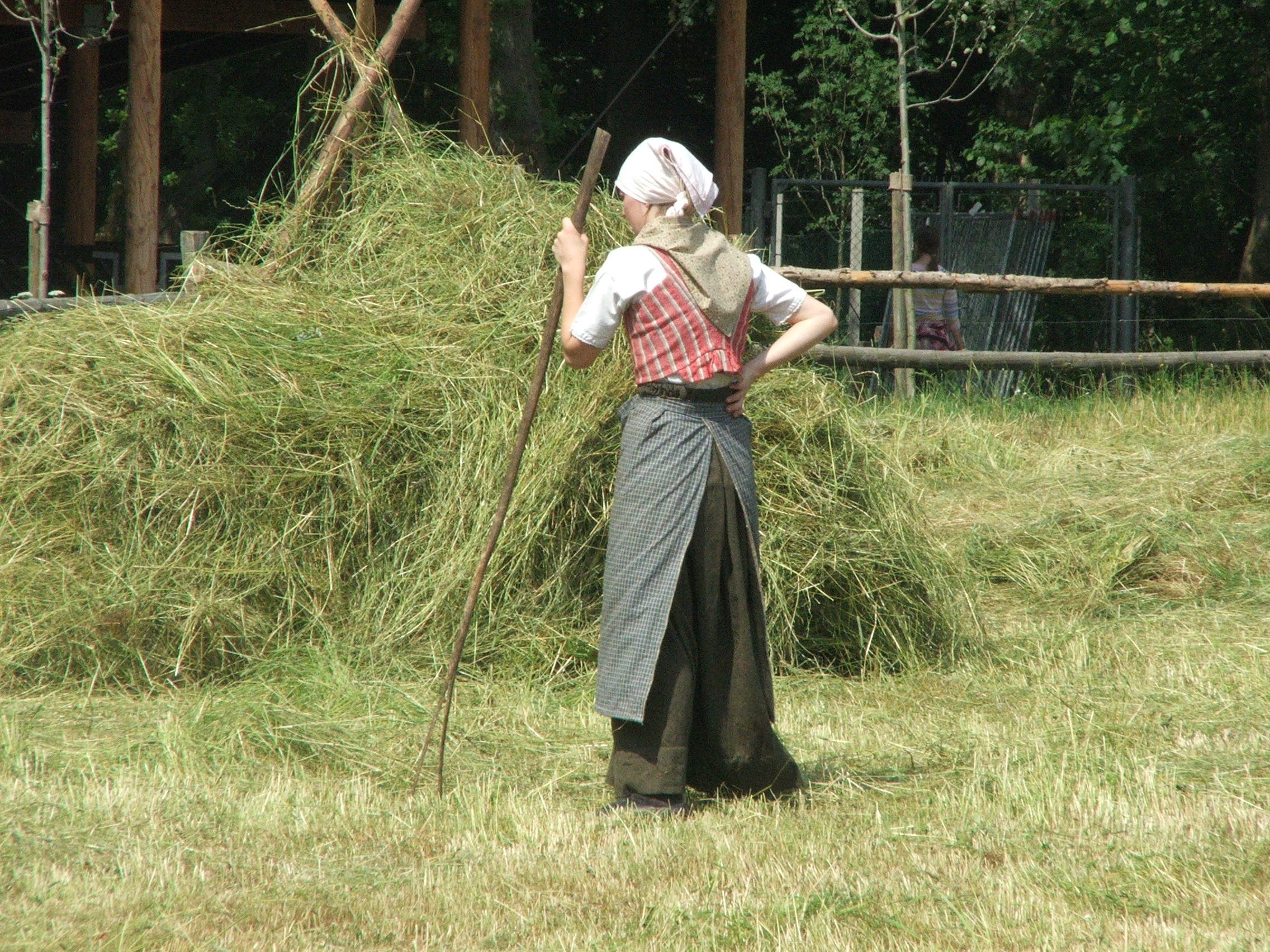
Arbetare i Den Fynske Landsby

Den Fynske Landsby är ett friluftsmuseum i Fruens Bøge i Odense, med 25 byggnader från byar på Fyn. Dessa är i huvudsak uppförda på 1700- och 1800-talet.
Den Fynske Landsby startade som ett arbetsmarknadsprojekt i 1942 under andra världskriget.  Den 1 april 1946 öppnades museet för besökare, av kung Kristian X. Redan i 1944 startade museets friluftsscen. Scenen blev under kriget använd till allsångsträffar.